# Tolman Award
Der Tolman Award der American Chemical Society (Southern California Section, SCALACS) wird seit 1960 jährlich für herausragende Leistungen in Chemie vergeben. Die Leistungen sollten überwiegend in Südkalifornien erbracht worden sein, der Preisträger muss aber nicht dort leben. Er ist nach Richard Chace Tolman benannt.

## Preisträger
- 1960 William G. Young
- 1961 Anton B. Burg
- 1962 Ernest H. Swift
- 1963 W. Conway Pierce
- 1964 Arie Jan Haagen-Smit
- 1965 Thomas Doumani
- 1966 Arthur W. Adamson
- 1967 Ulrich B. Bray
- 1968 Francis E. Blacet
- 1969 Robert D. Vold, USC
- 1970 Robert L. Pecsok, UCLA
- 1971 Roland C. Hansford, Union Oil Company
- 1972 James Bonner, Caltech
- 1973 Howard Reiss, UCLA
- 1974 John D. Roberts, Caltech
- 1975 Corwin Hansch, Pomona College
- 1976 F. Sherwood Rowland, U. C. Irvine
- 1977 Sidney W. Benson, USC
- 1978 Thomas C. Bruice, UCSB
- 1979 Harry B. Gray, Caltech
- 1980 Herbert Kaesz, UCLA
- 1981 Paul D. Boyer, UCLA
- 1982 Donald T. Sawyer, UCR
- 1983 James N. Pitts, Air Pollution Research Center, UCR
- 1984 Donald J. Cram, UCLA
- 1985 Arnold O. Beckman, Beckman Instruments, Inc.
- 1986 M. Frederick Hawthorne, UCLA
- 1987 Clifford A. Bunton, UC, Santa Barbara
- 1988 John D. Baldeschwieler, Caltech
- 1989 Mostafa El-Sayed, UCLA
- 1990 Linus Pauling, Caltech
- 1991 George Olah, USC
- 1992 Peter C. Ford, UC Santa Barbara
- 1993 Charles L. Wilkins, UC Riverside
- 1994 Jacqueline K. Barton, Caltech
- 1995 Christopher S. Foote, UCLA
- 1996 Larry R. Dalton, USC
- 1997 Ahmed H. Zewail, Caltech
- 1998 Kendall N. Houk, UCLA
- 1999 Peter B. Dervan, Caltech
- 2000 William A. Goddard, III, Caltech
- 2001 Peter M. Rentzepis, UC Irvine
- 2002 Robert H. Grubbs, Caltech
- 2003 Arieh Warshel, USC
- 2004 Christopher Reed, UC Riverside
- 2005 Fred Wudl, UCLA
- 2006 G. K. Surya Prakash, USC Loker Hydrocarbon Research Institute
- 2007 Barbara Finlayson-Pitts, UC Irvine
- 2008 Joan Selverstone Valentine, UCLA
- 2009 Richard B. Kaner, UCLA
- 2010 Dennis A. Dougherty, Caltech
- 2011 Karl O. Christe, USC
- 2012 John Bercaw, Caltech
- 2013 Mark E. Thompson, USC
- 2014 William J. Evans, UC Irvine
- 2015 Michael E. Jung, UCLA
- 2016 Paul S. Weiss, UCLA
- 2017 Jeffrey Zink, UCLA
- 2018 Clifford P. Kubiak, UC San Diego
- 2019 Andrew S. Borovik, UC Irvine
- 2020 Pingyun Feng, UC Riverside
- 2021 Donald R. Blake, UC Irvine
- 2022 Alison Butler, UC Santa Barbara
- 2023 Sarah H. Tolbert, UCLA
- 2024 Kenneth J. Shea, UC Irvine[1]